# Nervi ciàtic
El nervi ciàtic és el nervi més ample i llarg del cos. Comença a la pelvis, va fins a la part superior de les cuixes per les quals continua i es divideix en dues branques: el nervi tibial (o ciàtic popliti intern) i el nervi ciàtic popliti extern (o peroneal comú). Es deriva dels nervis espinals des de L4 a S3. Conté fibres tant de les divisions anteriors com de les posteriors del plexe lumbosacre.

## Importància clínica

### Ciàtica
Al dolor causat per la compressió o irritació del nervi ciàtic per un problema a nivell inferiro de l'esquena s'anomena ciàtica. Ocasionant dolor des de la regió lumbar fins (sovint) el peu per la part posterior de l'extremitat inferior. Les causes comunes de la ciàtica inclouen la següent baixa de l'esquena i de les condicions del maluc: espondilosi, degeneració de disc intervertebral, hèrnia de disc espinal, espondilolistesi.

### Paràlisi del nervi ciàtic
Es produeix com a conseqüència d'una mala praxi a les injeccions intramusculars en glutis o cuixes, per afectació directa del nervi amb la punció, però també es pot donar a causa de procediments quirúrgics com la reducció de luxació de maluc o en els casos d'ossificació heterotòpica. Per evitar-ho és imprescindible que la punció la realitzi personal qualificat i entrenat, com els metges o infermers, i s'utilitza una senzilla tècnica que consisteix a dividir la natja en quatre quadrants per aplicar la injecció en el quadrant superior extern, de manera que s'eviten més diferents vasos sanguinis.

### Altres
Síndrome del piriforme, per compressió o irritació del múscul piramidal de la pelvis o piriforme.

## Imatges addicionals

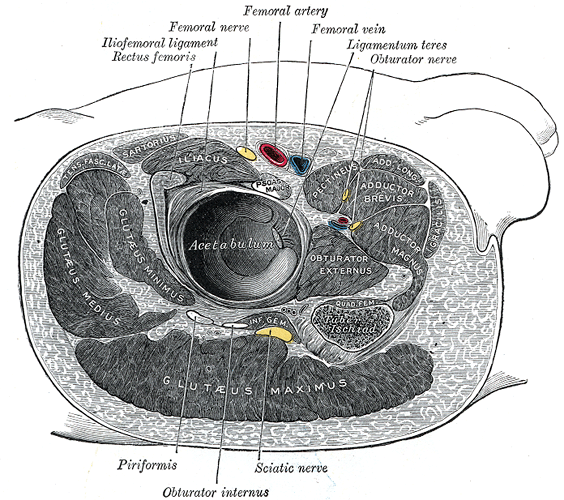
Tall d'estructures a l'altura del maluc.
Plànol dels complexos sacre i púdic.
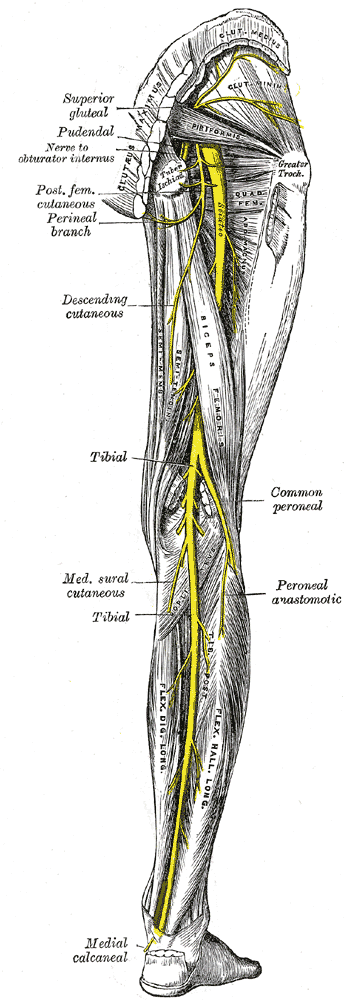
Vista posterior dels nervis del membre inferior dret.